# The Doors (filme)
The Doors (bra: The Doors - O Filme; prt: The Doors: O Mito de uma Geração) é um filme musical biográfico de 1991 dirigido por Oliver Stone, que também roteirizou junto a J. Randall Jahnson. É baseado na história da banda estadunidense The Doors e na sua influência na música e na contracultura. O elenco conta com Val Kilmer como Jim Morrison, Meg Ryan como Pamela Courson, Kyle MacLachlan como Ray Manzarek, Frank Whaley como Robby Krieger, Kevin Dillon como John Densmore, Billy Idol como Cat e Kathleen Quinlan como Patricia Kennealy.

## Elenco
- Val Kilmer como Jim Morrison
  - Sean Stone como Jim Morrison (criança)
- Kevin Dillon como John Densmore
- Kyle MacLachlan como Ray Manzarek
- Kathleen Quinlan como Patricia Kennealy
- Meg Ryan como Pamela Courson
- Frank Whaley como Robby Krieger
- Josh Evans como Bill Siddons
- Crispin Glover como Andy Warhol
- Kelly Hu como Dorothy
- Dennis Burkley como Dog
- John Capodice como Jerry
- Billy Idol como Cat
- Patricia Kennealy-Morrison como sacerdotisa pagã celta
- Michael Madsen como Tom Baker
- Costas Mandylor como conde italiano
- Debi Mazar como garota do uísque
- Mimi Rogers como Gloria Stavers, fotógrafa da revista
- Jennifer Rubin como Edie Sedgwick
- Jerry Sturm e Gretchen Becker como Sr. e Sr.ª Morrison
- Floyd Westerman como espírito nativo-americano
- Paul Williams como agente de relações públicas de Warhol
- Christina Fulton como Nico
- Michael Wincott como Paul A. Rothchild
- Mark Moses como Jac Holzman
- Eric Burdon em uma participação especial no London Fog
- Paul A. Rothchild em uma participação especial no London Fog
- Sky Saxon em uma participação especial no Whisky a Go Go
- Oliver Stone como professor de cinema da UCLA
- Bruce MacVittie como estudante da UCLA
- Peter Crombie como advogado associado
- Charlie Spradling como garota nos bastidores da CBS
- John Densmore como John Haeny, engenheiro de estúdio
- William Kunstler como advogado de Jim
- Josie Bissett como namorada de Robby Krieger
- Wes Studi como indígena no deserto
- Titus Welliver como policial

## Lançamento e recepção
The Doors foi inscrito no 17.º Festival Internacional de Cinema de Moscou. Em abril de 2019, uma versão restaurada do filme foi selecionada para ser exibida na seção Clássicos de Cannes no Festival de Cinema de Cannes de 2019.
Em uma crítica contemporânea, Roger Ebert deu a The Doors duas estrelas e meia de quatro. Ebert escreveu que não conseguia se envolver muito com a história do filme, mas elogiou as atuações, especialmente a de Kilmer. Por outro lado, a Rolling Stone escreveu uma crítica elogiosa, classificando-o com quatro de quatro estrelas. Em um artigo de 2010 para a revista Q, Keith Cameron afirmou que "poucas pessoas saíram do filme com opiniões positivas sobre a banda e especialmente sobre seu vocalista Jim Morrison". O problema, como Cameron colocou, não era por "Stone se debruçar sobre Morrison, o ébrio, o mulherengo ou o pretensioso Rei Lagarto", mas sim sobre os "dispositivos clichês de Hollywood para sugar a maravilha da banda pioneira: atores com cabelo falso dizendo coisas bobas..." e "as tentativas enfadonhas de um diretor presunçoso de fazer grandes declarações sobre os Estados Unidos".
No Rotten Tomatoes, o filme tem 56% de aprovação com base em 61 avaliações e uma classificação média de 5,90/10. O consenso do site afirma: "Val Kilmer oferece um desempenho poderoso como uma das figuras mais incendiárias do rock, mas, infelizmente, Oliver Stone não consegue lançar muita luz sobre o circo que cerca a estrela". O Metacritic relata uma classificação de 62 em 100, com base em 19 críticos, indicando "críticas geralmente favoráveis".